# Jean de Lacoste
Pour les articles homonymes, voir Jean de Lacoste (juriste).
Jean de Lacoste, né le 26 juillet 1730 à Dax et mort le 11 juin 1814 à Fontainebleau, est un fonctionnaire et une personnalité politique de la Révolution française qui a été ministre de la Marine en 1792.

## Biographie
Avocat au parlement de Bordeaux, Jean de Lacoste devient premier commis ordonnateur de la Marine à la veille de la Révolution.
Après avoir été envoyé aux Antilles pour organiser le nouveau régime colonial, il est ministre de la Marine du 16 mars 1792 au 21 juillet 1792.
Il a à répondre de sa gestion devant le tribunal criminel du département qui l'acquitte.
Après le coup d'État du 18 brumaire an VIII (9 novembre 1799) il est nommé membre du Conseil des prises et conserve sa fonction jusqu'à la suppression de celui-ci en 1814.